# Parafia Ewangelicko-Metodystyczna w Międzyrzeczu
Parafia Ewangelicko-Metodystyczna w Międzyrzeczu – zbór metodystyczny działający w Międzyrzeczu, należący do okręgu zachodniego Kościoła Ewangelicko-Metodystycznego w RP.
Nabożeństwa odbywają się w niedziele o godzinie 11:00.